# Shibō to Iu Nano Fuku o Kite
Shibō to Iu Nano Fuku o Kite (脂肪と言う名の服を着て) é uma série de manga josei escrita e ilustrada por Moyoco Anno e publicada na revista Weekly Josei da editora Shufu-to-Seikatsu Sha. Uma compilação foi publicada a 15 de novembro de 1997. A série foi publicada em inglês pela Vertical, e em francês pela Kana.

## Personagens
Noko Hanazawa (花沢 のこ, Hanazawa Noko)
Mayumi Tachibana (橘 マユミ, Tachibana Mayumi)
Toshihiko Saito (斉藤 利彦, Saitō Toshihiko)

## Recepção
O manga foi nomeado para o Prémio Essencial do Festival Internacional de Banda Desenhada de Angolema, e para os Prémios Will Eisner da Indústria de Banda Desenhada na categoria de melhor edição estado-unidense de material internacional da Ásia em 2015. Rebecca Silverman do sítio Anime News Network classificou a série com a nota B+, tendo escrito: "um aspeto sombrio, mas fascinante, na vida de alguém que sofre de um distúrbio e nunca recebe a ajuda de que precisa". A equipa do sítio manga-news.com, deu à série uma nota 15 de 20. No sítio Manga Sanctuary, a série recebeu a classificação 7 de 10.